# Nisída Velopoúla
Nisída Velopoúla är en ö i Grekland.   Den ligger i regionen Attika, i den sydöstra delen av landet, 120 km söder om huvudstaden Aten. Arean är 2,2 kvadratkilometer.
Terrängen på Nisída Velopoúla är lite kuperad. Den sträcker sig 3,1 kilometer i nord-sydlig riktning, och 1,8 kilometer i öst-västlig riktning.